# George Bidwell
George Chandos Bidwell (ur. 3 maja 1905 w Reading, zm. 20 czerwca 1989 w Warszawie) – brytyjski pisarz, specjalizujący się w beletryzowanych biografiach i powieściach historycznych, mieszkający dużą część życia w Polsce.

## Życiorys
Syn Arthura i Sybilii (z domu Onley) Bidwellów urodził się w Reading. Jego pełne imię i nazwisko w momencie urodzin brzmiało: Schandos George Bidwell. Uczęszczał do szkół, po czym, w roku 1922 rozpoczął pracę w gazecie „Reading Standard”. Dwa lata później porzucił tę pracę, aby przenieść się do Barclay Bank, także w Reading, gdzie pracował do roku 1939. W grudniu 1939 zgłosił się na ochotnika do wojska. Dwa lata później był już kapitanem. Ten weteran kampanii w Afryce przeszedł do pracy (1943) w British Council, angielskiej instytucji kulturalnej. W charakterze jej dyrektora przybył po wojnie do Polski. Stało się to w 1946. W roku 1948 ożenił się z Anną Krystyną Wirszyłło i przyjął polskie obywatelstwo. Miał dwoje dzieci. W latach 1948–1956 państwo Bidwellowie mieszkali w Warszawie, potem zaś kolejno w Radiówku (1956–1960), Przesiece u stóp Karkonoszy (1961–1968), Nasławicach (1968–1972) i ponownie w Warszawie oraz Piastowie (1972–1989). Dużo informacji o jego życiu można znaleźć w jego autobiografii Ani chwili nudy (Wydawnictwo Śląsk, 1976).
Został pochowany w Alei Zasłużonych na Cmentarzu Osobowickim we Wrocławiu.

## Twórczość
Bidwell specjalizował się szczególnie w tematyce historii Anglii i Wielkiej Brytanii. Pisał po angielsku. Jego prace były następnie przekładane przez żonę Annę.
Był twórcą bardzo popularnym w Polsce.
- Wybrałem Polskę, Książka i Wiedza, Warszawa 1950.
- Od Aldershot do El Alamein, Czytelnik, Warszawa 1954.
- Szekspir w cieniu, Szkice literackie, Wydawnictwo Literackie, 1954.
- Sylwetki pisarzy angielskich w XIX wieku, Szkice literackie, Czytelnik, Warszawa, 1955.
- Świt nad Afryką, Wiedza Powszechna, Warszawa, 1955.
- Szlakiem karawan, Wiedza Powszechna, Warszawa 1956, 1957.
- W Anglii lisów nie strzelają, Wiedza Powszechna, Warszawa 1957.
- Pół wieku literatury angielskiej, Wydawnictwo Literackie Kraków, 1957.
- Golibroda króla Hiszpanii, Nasza Księgarnia, Warszawa 1957.
- Szmaragdowa wyspa elfów, Wiedza Powszechna, Warszawa 1958.
- Livingstone, Wydawnictwo Sport i Turystyka, Warszawa, 1958.
- Lord Nelson, Wydawnictwo Morskie Gdańsk, 1959, 1964.
- Oliwia i Filip, Ludowa Spółdzielnia Wydawnicza, Warszawa 1959, 1961, 1966, 1968, 1973, 1992.
- U kolebki angielskiego realizmu, Wiedza Powszechna, Warszawa 1960.
- Na podbój skarbów Bengalu, Nasza Księgarnia, Warszawa 1960.
- Pod piracką flagą (William Dampier), Wydawnictwo Morskie Gdańsk, 1960, 1970.
- Z kapitanem Cookiem przez Pacyfik, Wydawnictwo Morskie, Gdańsk, 1961.
- Bunt na zamku Penwood, Ludowa Spółdzielnia Wydawnicza, Warszawa, 1962.
- Iris odkrywa Polskę, Wiedza Powszechna, Warszawa 1962.
- My z Bożej Łaski król Anglii, Nasza Księgarnia, Warszawa, 1963.
- Walter Scott, Wiedza Powszechna, Warszawa 1963.
- Stanley, Wydawnictwo Sport i Turystyka, Warszawa 1963.
- Adam Syn Oliwii, Ludowa Spółdzielnia Wydawnicza, Warszawa, 1964, 1968, 1973, 1990.
- W służbie Wielkiego Chana, Marko Polo, Wiedza Powszechna, Warszawa 1966.
- Łabędź z Avonu, Nasza Księgarnia, Warszawa 1966.
- Korsarz Admirałem (Francis Drake), Wydawnictwo Morskie Gdańsk, 1967.
- Wielka Armada, Wydawnictwo Morskie, Gdańsk, 1967.
- Testament Oliwii, Ludowa Spółdzielnia Wydawnicza, Warszawa, 1968, 1973.
- Ten zły wódz (Artur Wellington), 1968, 1975.
- Wiktoria żona Alberta, 1969, 1977.
- Irlandia, Wiedza Powszechna, Warszawa 1970.
- Służył morzu i miłości – John Paul Jones, Wydawnictwo Morskie Gdańsk 1970.
- Poławiacze księżyca, Wydawnictwo Morskie Gdańsk 1971.
- Najcenniejszy klejnot (Elżbieta I), 1971, 1974.
- Saga Rodu Hawkinsów, Wydawnictwo Morskie Gdańsk 1972.
- Szczęśliwe życie, Ludowa Spółdzielnia Wydawnicza, Warszawa 1972.
- Rubaszny król Hal (Henryk VIII), 1972, 1973.
- Bunt długich spódnic (Emmeline Pankhurst), 1972.
- Cudzą krwią (Karol Edward Stuart), 1973, 1978.
- Diabelski pomiot (Ryszard III), 1974.
- Boś lud swój pomordował (Karol I), 1975.
- Admirał jej królewskiej Mości, G.B.Rodney, Wydawnictwo Morskie Gdańsk 1975.
- Niekoronowany król Irlandii. Życiorys Karola Stuarta Parnella, Zakład Narodowy im. Ossolińskich Wydawnictwo, Wrocław, Warszawa, Kraków, Gdańsk 1975.
- Michał i Pat, Ludowa Spółdzielnia Wydawnicza, Warszawa 1975.
- Synowie Pat, Ludowa Spółdzielnia Wydawnicza, Warszawa 1976.
- Zdobywca Indii (Robert Clive), 1976.
- Ani chwili nudy (autobiografia G. Bidwella), 1976.
- Rycerz króla Artura (Henryk V), 1977.
- Hebanowe ładunki. William Wilberforce i brytyjski handel niewolnikami, Zakład Narodowy im. Ossolińskich Wydawnictwo, Wrocław, Warszawa, Kraków, Gdańsk 1978.
- Portret Pat, Ludowa Spółdzielnia Wydawnicza, Warszawa 1979, 1988.
- Król Diamentów (Cecil Rhodes), 1979.
- Zdobywca Anglii (Wilhelm I Zdobywca), 1980.
- Ulubieniec narodu (Henryk Palmerston), 1982.
- John i Sara księstwo Marlborough, 1982.
- Pirat królowej (Francis Drake), 1982.
- Lwie Serce (Ryszard Lwie Serce), 1983.
- Admirał i kochanek (Horatio Nelson), 1989.